# تو بهترینی
تو بهترینی (انگلیسی: You Are the Best; کره‌ای: 최고다 이순신) یک مجموعهٔ تلویزیونی کره جنوبی سال ۲۰۱۳ با بازی آی‌یو، جو جونگ-سوک، گو دو-شیم، لی می-سوک، یو این-نا، سون ته-یونگ، گو جو-وون و جونگ وو است. این مجموعه از ۹ مارس تا ۲۵ اوت ۲۰۱۳، روزهای شنبه و یکشنبه ساعت ۱۹:۵۵ (کی‌اس‌تی) از کی‌بی‌اس۲ برای ۵۰ قسمت پخش شد. این مجموعه داستان خانواده‌ای را بازگو می‌کند که پس از مرگ ناگهانی پدر شدیداً ناراحت و حیرت‌زده شده‌اند و معنای واقعی عشق و شادی را یادمی‌گیرند.

## بازیگران

### اصلی
- آی‌یو در نقش لی سون شین[۱][۲][۳][۴]
- جو جونگ-سوک در نقش شین جون هو
- گو دو-شیم در نقش کیم جونگ ئه
- لی می-سوک در نقش سونگ می ریونگ / کیم کیونگ سوگ

### مکمل
- یو این-نا در نقش لی یو شین[۵]
- سون ته-یونگ در نقش لی هه شین[۶]
- جونگ وو در نقش سو جین ووک
- لی جی-هون در نقش کیم یونگ هون
- گو جو-وون در نقش پارک چان وو
- کیم کپ سو در نقش شین دونگ هیوک
- جونگ دونگ هوان در نقش لی چانگ هوگ
- کیم یونگ جه در نقش هان جه هیونگ
- کیم کوانگ-کیو در نقش «مدیر برنامه شین»

## آمار بینندگان
در جدول زیر، اعداد آبی کمترین رتبه را دارند و اعداد قرمز بیشترین رتبه را نشان می‌دهند.
| قسمت    | تاریخ پخش اصلی | TNmS Ratings(%)   | TNmS Ratings(%)    | AGB Ratings(%)    | AGB Ratings(%)     |
| قسمت    | تاریخ پخش اصلی | میانگین سهم مخاطب | میانگین سهم مخاطب  | میانگین سهم مخاطب | میانگین سهم مخاطب  |
| قسمت    | تاریخ پخش اصلی | سراسر کشور        | ناحیه پایتختی سئول | سراسر کشور        | ناحیه پایتختی سئول |
| ------- | -------------- | ----------------- | ------------------ | ----------------- | ------------------ |
| ۱       | ۹ مارس ۲۰۱۳    | ۲۵٫۹٪ (اول)       | ۲۶٫۶٪ (اول)        | ۲۲٫۲٪ (دوم)       | ۲۲٫۵٪ (دوم)        |
| ۲       | ۱۰ مارس ۲۰۱۳   | ۲۷٫۲٪ (اول)       | ۲۸٫۳٪ (اول)        | ۲۴٫۳٪ (اول)       | ۲۴٫۸٪ (اول)        |
| ۳       | ۱۶ مارس ۲۰۱۳   | ۲۳٫۷٪ (اول)       | ۲۳٫۹٪ (دوم)        | ۲۱٫۰٪ (اول)       | ۲۲٫۱٪ (دوم)        |
| ۴       | ۱۷ مارس ۲۰۱۳   | ۲۵٫۶٪ (اول)       | ۲۵٫۷٪ (اول)        | ۲۵٫۲٪ (اول)       | ۲۶٫۶٪ (اول)        |
| ۵       | ۲۳ مارس ۲۰۱۳   | ۲۲٫۰٪ (اول)       | ۲۳٫۱٪ (دوم)        | ۲۲٫۳٪ (اول)       | ۲۲٫۶٪ (اول)        |
| ۶       | ۲۴ مارس ۲۰۱۳   | ۲۶٫۷٪ (اول)       | ۲۶٫۸٪ (اول)        | ۲۶٫۲٪ (اول)       | ۲۶٫۴٪ (اول)        |
| ۷       | ۳۰ مارس ۲۰۱۳   | ۲۵٫۳٪ (اول)       | ۲۶٫۶٪ (اول)        | ۲۳٫۳٪ (اول)       | ۲۳٫۵٪ (اول)        |
| ۸       | ۳۱ مارس ۲۰۱۳   | ۲۸٫۷٪ (اول)       | ۲۹٫۶٪ (اول)        | ۲۶٫۹٪ (اول)       | ۲۷٫۶٪ (اول)        |
| ۹       | ۶ آوریل ۲۰۱۳   | ۲۵٫۷٪ (اول)       | ۲۶٫۱٪ (اول)        | ۲۵٫۹٪ (اول)       | ۲۶٫۹٪ (اول)        |
| ۱۰      | ۷ آوریل ۲۰۱۳   | ۲۸٫۵٪ (اول)       | ۲۹٫۰٪ (اول)        | ۲۷٫۳٪ (اول)       | ۲۸٫۶٪ (اول)        |
| ۱۱      | ۱۳ آوریل ۲۰۱۳  | ۲۴٫۰٪ (اول)       | ۲۳٫۳٪ (دوم)        | ۲۴٫۰٪ (اول)       | ۲۵٫۴٪ (اول)        |
| ۱۲      | ۱۴ آوریل ۲۰۱۳  | ۲۷٫۴٪ (اول)       | ۲۷٫۴٪ (دوم)        | ۲۸٫۰٪ (اول)       | ۲۹٫۸٪ (اول)        |
| ۱۳      | ۲۰ آوریل ۲۰۱۳  | ۲۵٫۶٪ (اول)       | ۲۵٫۱٪ (دوم)        | ۲۵٫۹٪ (اول)       | ۲۷٫۱٪ (اول)        |
| ۱۴      | ۲۱ آوریل ۲۰۱۳  | ۲۶٫۲٪ (اول)       | ۲۶٫۵٪ (اول)        | ۲۷٫۳٪ (اول)       | ۲۹٫۴٪ (اول)        |
| ۱۵      | ۲۷ آوریل ۲۰۱۳  | ۲۳٫۷٪ (دوم)       | ۲۳٫۰٪ (دوم)        | ۲۳٫۰٪ (دوم)       | ۲۳٫۲٪ (دوم)        |
| ۱۶      | ۲۸ آوریل ۲۰۱۳  | ۲۶٫۸٪ (اول)       | ۲۶٫۹٪ (اول)        | ۲۶٫۷٪ (اول)       | ۲۷٫۵٪ (اول)        |
| ۱۷      | ۴ مه ۲۰۱۳      | ۲۱٫۷٪ (دوم)       | ۲۱٫۴٪ (دوم)        | ۲۱٫۷٪ (دوم)       | ۲۳٫۶٪ (دوم)        |
| ۱۸      | ۵ مه ۲۰۱۳      | ۲۵٫۴٪ (اول)       | ۲۵٫۴٪ (دوم)        | ۲۶٫۲٪ (دوم)       | ۲۸٫۲٪ (دوم)        |
| ۱۹      | ۱۱ مه ۲۰۱۳     | ۲۱٫۰٪ (دوم)       | ۲۲٫۰٪ (دوم)        | ۲۲٫۰٪ (دوم)       | ۲۳٫۷٪ (دوم)        |
| ۲۰      | ۱۲ مه ۲۰۱۳     | ۲۶٫۰٪ (دوم)       | ۲۶٫۳٪ (دوم)        | ۲۷٫۶٪ (دوم)       | ۲۹٫۷٪ (دوم)        |
| ۲۱      | ۱۸ مه ۲۰۱۳     | ۲۴٫۹٪ (دوم)       | ۲۵٫۶٪ (دوم)        | ۲۴٫۶٪ (دوم)       | ۲۶٫۱٪ (دوم)        |
| ۲۲      | ۱۹ مه ۲۰۱۳     | ۲۷٫۳٪ (اول)       | ۲۸٫۵٪ (دوم)        | ۲۹٫۵٪ (اول)       | ۳۲٫۰٪ (اول)        |
| ۲۳      | ۲۵ مه ۲۰۱۳     | ۲۲٫۹٪ (دوم)       | ۲۳٫۶٪ (دوم)        | ۲۳٫۸٪ (دوم)       | ۲۵٫۷٪ (دوم)        |
| ۲۴      | ۲۶ مه ۲۰۱۳     | ۲۷٫۰٪ (اول)       | ۲۷٫۷٪ (دوم)        | ۲۸٫۴٪ (اول)       | ۳۰٫۹٪ (اول)        |
| ۲۵      | ۱ ژوئن ۲۰۱۳    | ۲۴٫۲٪ (دوم)       | ۲۵٫۷٪ (دوم)        | ۲۴٫۹٪ (دوم)       | ۲۵٫۶٪ (دوم)        |
| ۲۶      | ۲ ژوئن ۲۰۱۳    | ۲۶٫۶٪ (اول)       | ۲۷٫۴٪ (دوم)        | ۲۹٫۸٪ (اول)       | ۳۲٫۳٪ (اول)        |
| ۲۷      | ۸ ژوئن ۲۰۱۳    | ۲۳٫۵٪ (دوم)       | ۲۴٫۲٪ (دوم)        | ۲۴٫۴٪ (دوم)       | ۲۶٫۲٪ (دوم)        |
| ۲۸      | ۹ ژوئن ۲۰۱۳    | ۲۶٫۱٪ (اول)       | ۲۶٫۶٪ (دوم)        | ۲۹٫۶٪ (اول)       | ۳۱٫۷٪ (اول)        |
| ۲۹      | ۱۵ ژوئن ۲۰۱۳   | ۲۲٫۰٪ (دوم)       | ۲۲٫۷٪ (دوم)        | ۲۳٫۲٪ (دوم)       | ۲۴٫۶٪ (دوم)        |
| ۳۰      | ۱۶ ژوئن ۲۰۱۳   | ۲۴٫۸٪ (دوم)       | ۲۶٫۵٪ (دوم)        | ۲۷٫۹٪ (دوم)       | ۳۱٫۰٪ (دوم)        |
| ۳۱      | ۲۲ ژوئن ۲۰۱۳   | ۲۴٫۲٪ (دوم)       | ۲۵٫۲٪ (دوم)        | ۲۴٫۲٪ (دوم)       | ۲۶٫۲٪ (دوم)        |
| ۳۲      | ۲۳ ژوئن ۲۰۱۳   | ۲۶٫۱٪ (دوم)       | ۲۷٫۱٪ (دوم)        | ۲۷٫۵٪ (دوم)       | ۲۸٫۵٪ (دوم)        |
| ۳۳      | ۲۹ ژوئن ۲۰۱۳   | ۲۳٫۵٪ (اول)       | ۲۶٫۳٪ (اول)        | ۲۳٫۵٪ (اول)       | ۲۴٫۶٪ (اول)        |
| ۳۴      | ۳۰ ژوئن ۲۰۱۳   | ۲۶٫۴٪ (اول)       | ۲۷٫۷٪ (اول)        | ۲۶٫۹٪ (اول)       | ۲۷٫۸٪ (اول)        |
| ۳۵      | ۶ ژوئیه ۲۰۱۳   | ۲۲٫۲٪ (اول)       | ۲۴٫۰٪ (اول)        | ۲۴٫۰٪ (اول)       | ۲۵٫۱٪ (اول)        |
| ۳۶      | ۷ ژوئیه ۲۰۱۳   | ۲۶٫۶٪ (اول)       | ۲۸٫۰٪ (اول)        | ۲۹٫۹٪ (اول)       | ۳۱٫۷٪ (اول)        |
| ۳۷      | ۱۳ ژوئیه ۲۰۱۳  | ۲۳٫۸٪ (اول)       | ۲۶٫۱٪ (اول)        | ۲۳٫۷٪ (اول)       | ۲۴٫۴٪ (اول)        |
| ۳۸      | ۱۴ ژوئیه ۲۰۱۳  | ۲۷٫۸٪ (اول)       | ۳۰٫۶٪ (اول)        | ۲۸٫۵٪ (اول)       | ۳۱٫۷٪ (اول)        |
| ۳۹      | ۲۰ ژوئیه ۲۰۱۳  | ۲۳٫۲٪ (اول)       | ۲۴٫۴٪ (اول)        | ۲۴٫۴٪ (اول)       | ۲۶٫۵٪ (اول)        |
| ۴۰      | ۲۱ ژوئیه ۲۰۱۳  | ۲۸٫۶٪ (اول)       | ۳۰٫۳٪ (اول)        | ۳۰٫۱٪ (اول)       | ۳۲٫۶٪ (اول)        |
| ۴۱      | ۲۷ ژوئیه ۲۰۱۳  | ۲۴٫۰٪ (اول)       | ۲۵٫۹٪ (اول)        | ۲۵٫۲٪ (اول)       | ۲۷٫۰٪ (اول)        |
| ۴۲      | ۲۸ ژوئیه ۲۰۱۳  | ۲۴٫۰٪ (اول)       | ۲۴٫۷٪ (اول)        | ۲۷٫۱٪ (اول)       | ۳۰٫۴٪ (اول)        |
| ۴۳      | ۳ اوت ۲۰۱۳     | ۲۳٫۰٪ (اول)       | ۲۲٫۹٪ (اول)        | ۲۲٫۹٪ (اول)       | ۲۲٫۹٪ (اول)        |
| ۴۴      | ۴ اوت ۲۰۱۳     | ۲۶٫۴٪ (اول)       | ۲۵٫۸٪ (اول)        | ۲۶٫۰٪ (اول)       | ۲۷٫۴٪ (اول)        |
| ۴۵      | ۱۰ اوت ۲۰۱۳    | ۲۴٫۶٪ (اول)       | ۲۷٫۱٪ (اول)        | ۲۳٫۷٪ (اول)       | ۲۵٫۵٪ (اول)        |
| ۴۶      | ۱۱ اوت ۲۰۱۳    | ۲۷٫۰٪ (اول)       | ۲۸٫۲٪ (اول)        | ۲۶٫۶٪ (اول)       | ۲۸٫۰٪ (اول)        |
| ۴۷      | ۱۷ اوت ۲۰۱۳    | ۲۴٫۵٪ (اول)       | ۲۵٫۸٪ (اول)        | ۲۵٫۰٪ (اول)       | ۲۶٫۰٪ (اول)        |
| ۴۸      | ۱۸ اوت ۲۰۱۳    | ۲۷٫۹٪ (اول)       | ۲۹٫۲٪ (اول)        | ۳۰٫۸٪ (اول)       | ۳۳٫۴٪ (اول)        |
| ۴۹      | ۲۴ اوت ۲۰۱۳    | ۲۴٫۴٪ (اول)       | ۲۴٫۰٪ (اول)        | ۲۵٫۶٪ (اول)       | ۲۵٫۸٪ (اول)        |
| ۵۰      | ۲۵ اوت ۲۰۱۳    | ۲۹٫۳٪ (اول)       | ۳۱٫۸٪ (اول)        | ۳۰٫۱٪ (اول)       | ۳۱٫۸٪ (اول)        |
| میانگین | میانگین        | ۲۵٫۳٪             | ۲۶٫۱٪              | ۲۵٫۸٪             | ۲۷٫۳٪              |

Sources: TNmS Media Korea & AGB Nielsen Korea